# ویمائوما (فلوریدا)
ویمائوما (به انگلیسی: Wimauma) یک منطقهٔ مسکونی در ایالات متحده آمریکا است که در شهرستان هیلزبرو، فلوریدا واقع شده‌است. ویمائوما ۶۵٫۵ کیلومتر مربع مساحت و ۶٬۳۷۳ نفر جمعیت دارد و ۳۱ متر بالاتر از سطح دریا واقع شده‌است.